# بينالميلال
بينالميلال هي بلدة في مقاطعة مزرباط في ولاية صرخنداريا في أوزبكستان.